# DȘK
DȘK (rusă: Дегтярёва-Шпагина Крупнокалиберный, 'Degtiariov-Șpaghin de calibru mare') este o mitralieră grea antiaeriană sovietică care folosește cartușe de calibrul 12,7x108mm. DȘK a fost folosită și ca o mitralieră grea pentru infanterie, fiind dotată cu un afet pe două roți și un scut metalic de protecție. Mitraliera a fost denumită după proiectantul său, Vasili Degtiariov, și după Georgi Șpaghin, care a îmbunătățit sistemul de alimentare cu gloanțe. Mitraliera este uneori poreclită Dushka (rusă: draga, scumpa) din cauza abrevierii DȘK. Arma este fabricată și în România de către Uzina Mecanică Cugir în varianta 12,7x108mm DȘKM și în varianta 12,7x99mm pe afet trepied.

## Istorie
Nevoia proiectării unei mitraliere grele pentru Armata Roșie a apărut în anul 1929. Primul model de acest tip, Degtyaryov, Krupnokalibernyi (abreviat DK, Degtiariov de calibru mare), a fost construit în 1930 și fabricat în cantități mici între 1933 și 1935. Mitraliera era alimentată dintr-un încărcător de tip tambur cu 30 de gloanțe și avea o cadență de tragere mică. Georgi Șpaghin a adaptat arma pentru a folosi benzi de cartușe, iar mitraliera a fost astfel adoptată de către Armata Roșie sub numele de DȘK 1938.
În timpul celui de-al Doilea Război Mondial, mitraliera DȘK a devenit mitraliera grea standard a armatei sovietice, fiind folosită ca mitralieră antiaeriană (fixată pe un pivot, trepied sau pe cupola tancurilor sovietice) și ca mitralieră grea pentru infanterie. DȘK a fost folosită și ca armament principal pentru unele tancuri ușoare, precum modelul amfibiu T-40.
În 1946 a fost dezvoltată o variantă îmbunătățită: DȘK 1938/46 sau DȘKM (M de la modernizată). Pe lângă Uniunea Sovietică (Rusia), mitraliera DȘK a mai fost fabricată sub licență și în Cehoslovacia, China, Iran, Iugoslavia, Pakistan și România, fiind utilizată și în prezent de forțele armate ale multor țări. În cadrul armatei ruse, mitraliera DȘK a fost înlocuită de către mitralierele grele moderne NSV și Kord.

## Galerie foto

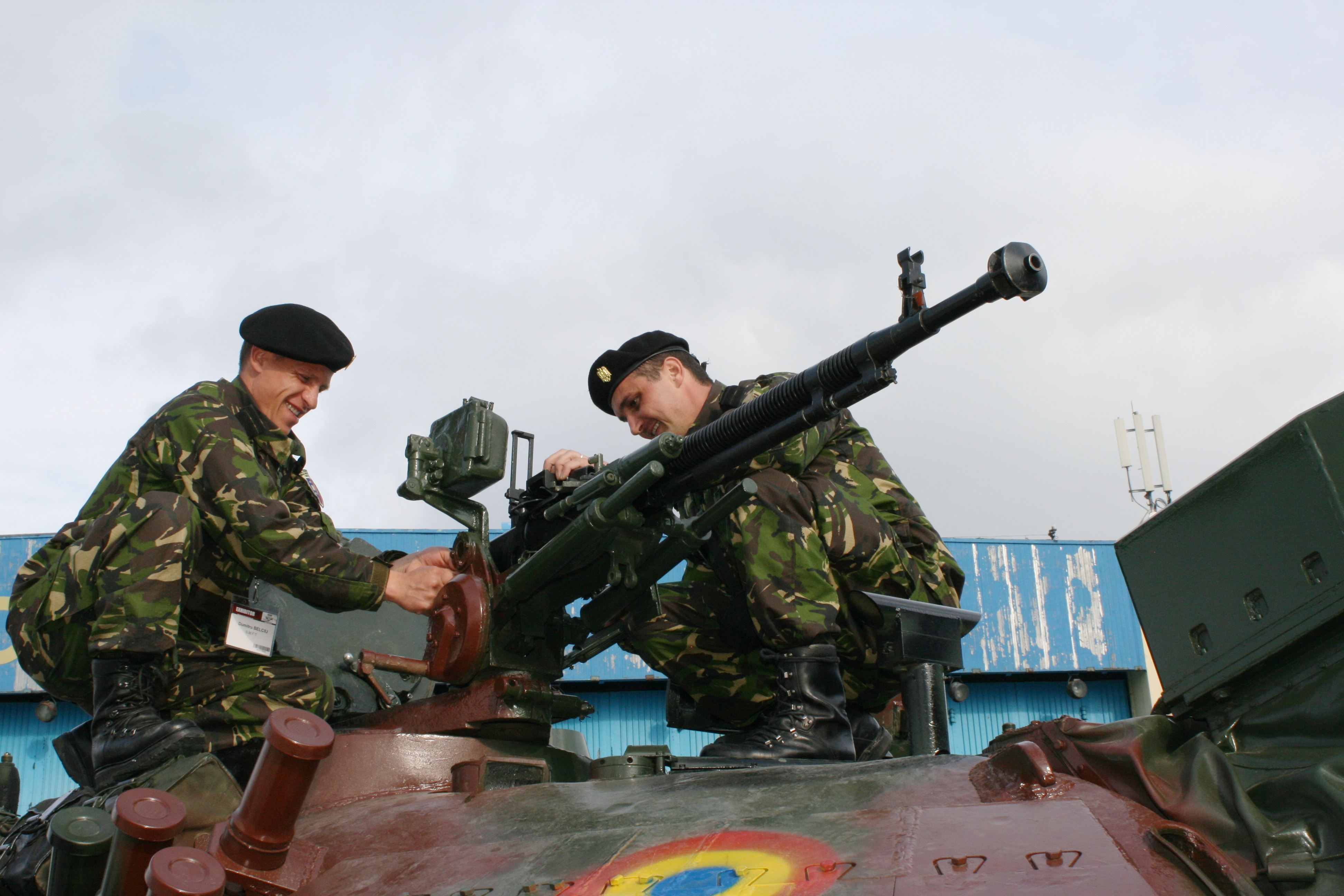
Tanchiști români lângă mitraliera DȘKM a tancului principal de luptă TR-85M1
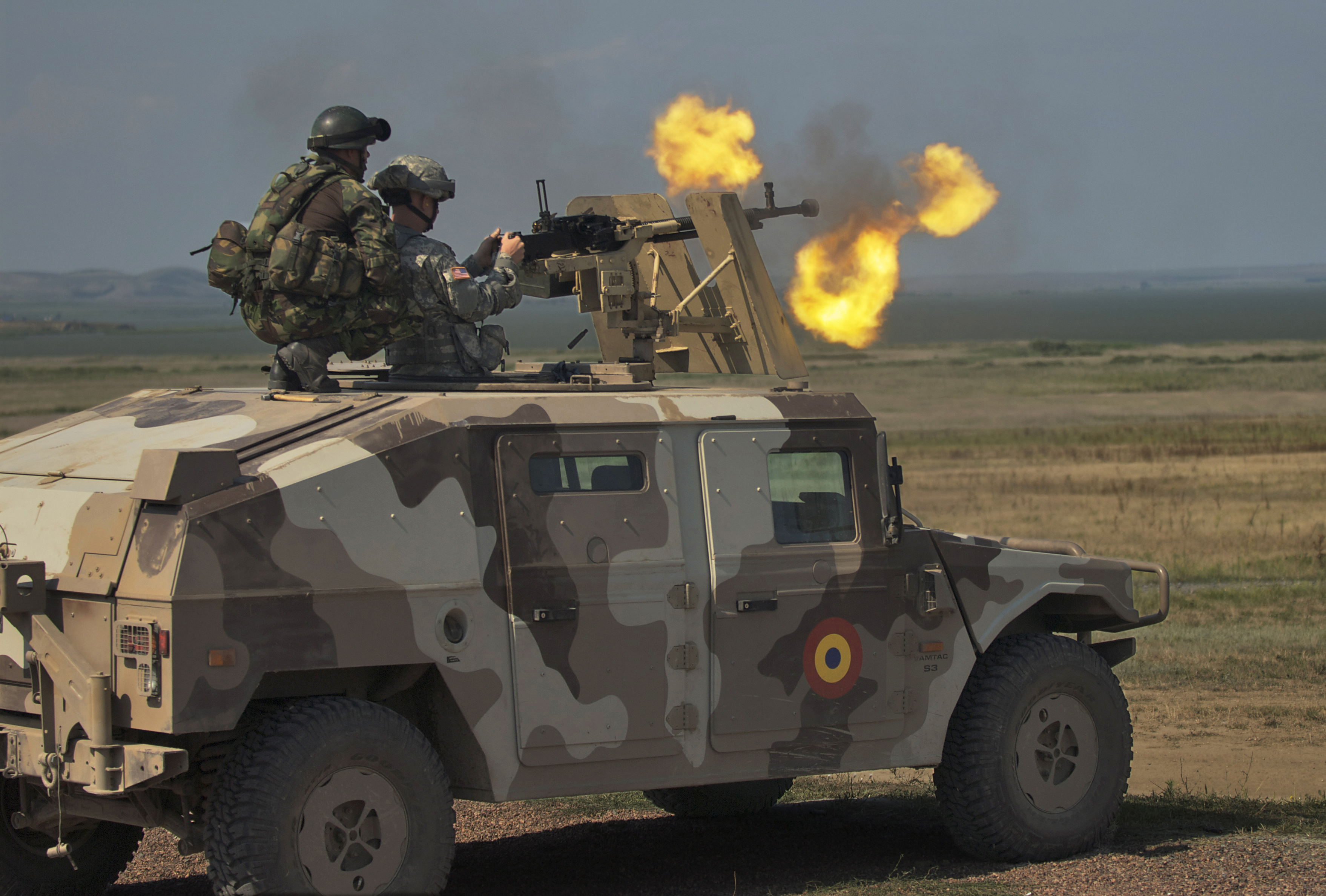
Mitraliera DȘKM instalată pe autoblindatele URO VAMTAC ale Armatei Române
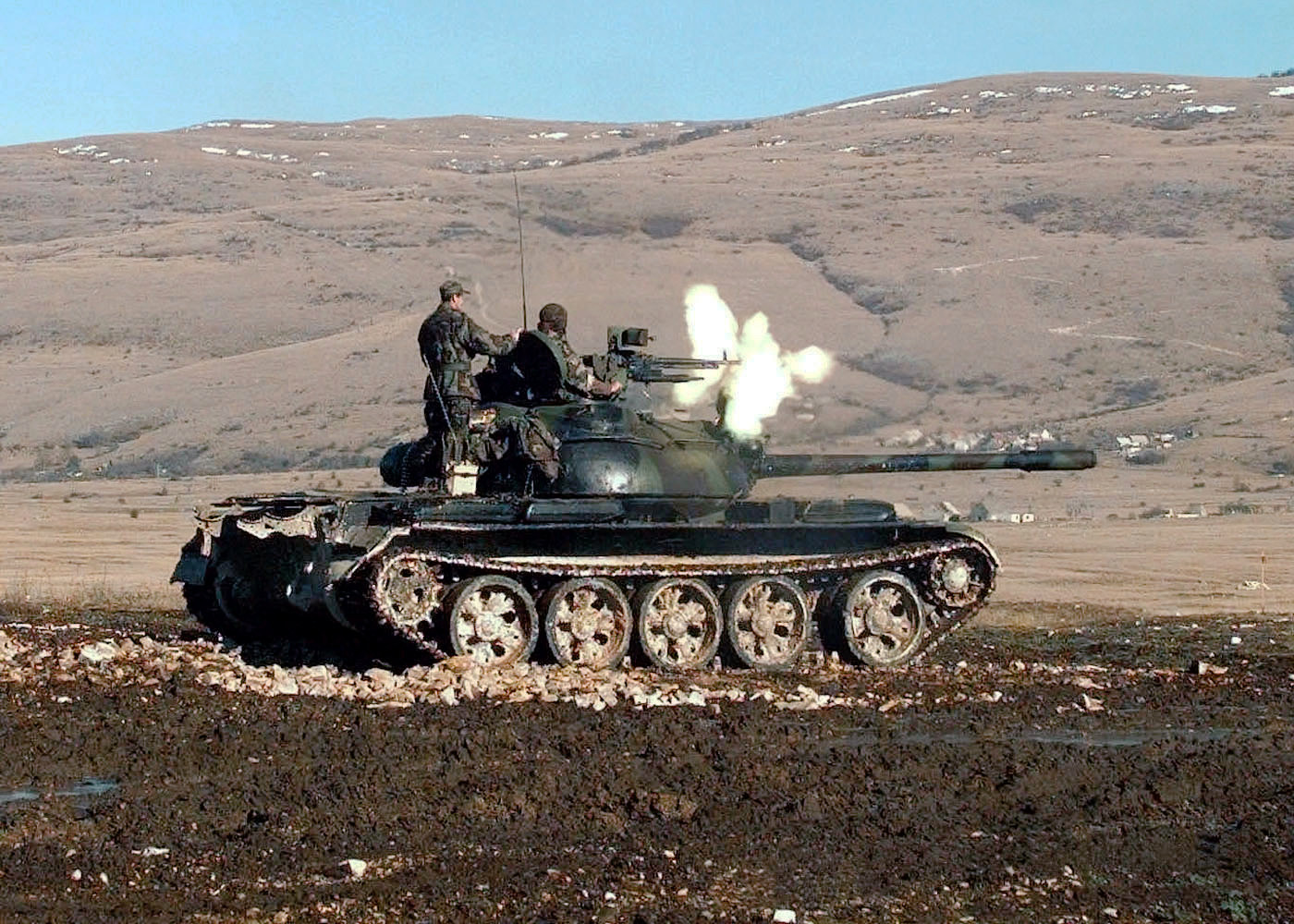
Un soldat croat trage cu mitraliera DȘKM montată pe tancul T-55
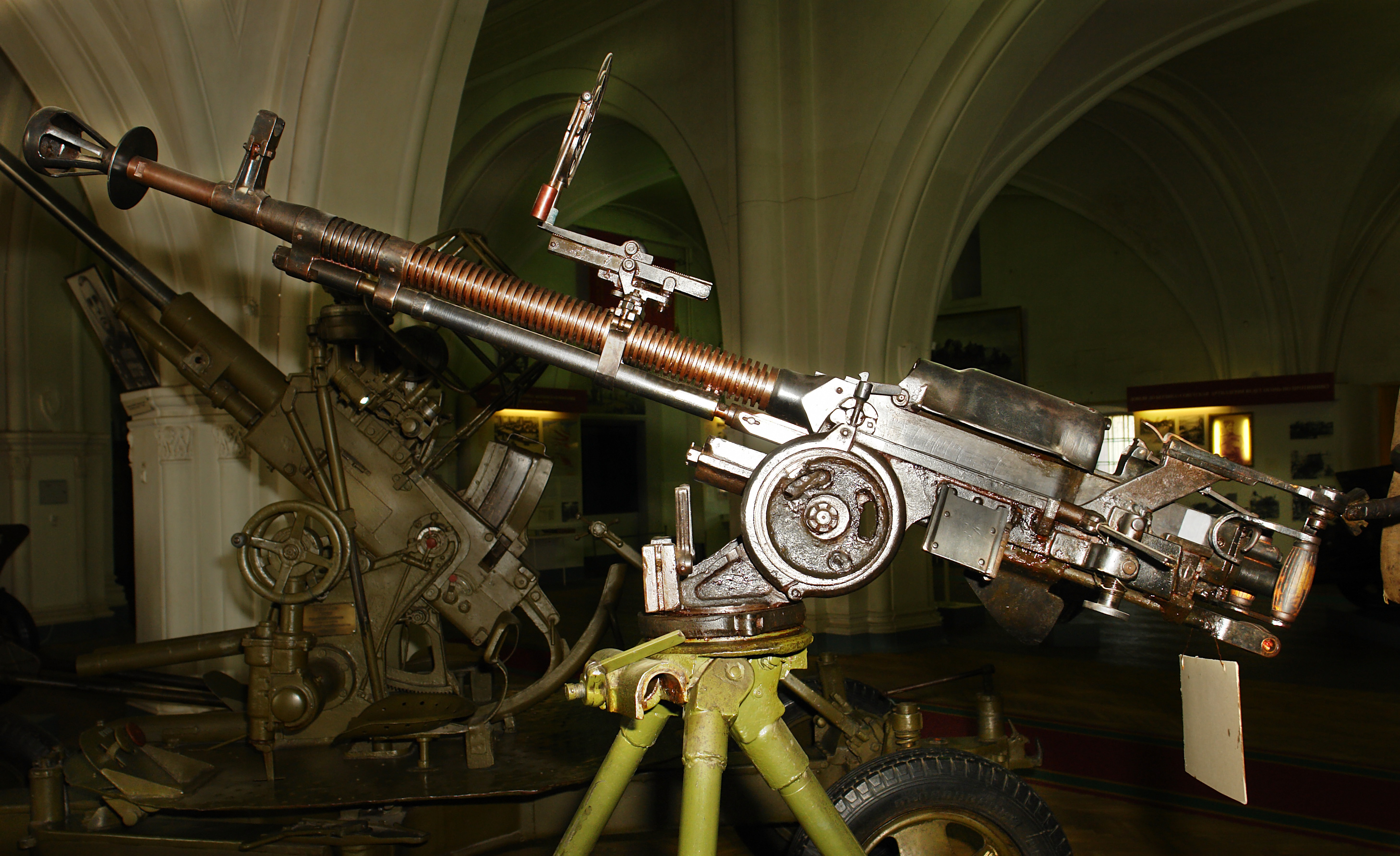
DȘK 1938